# Pilentum

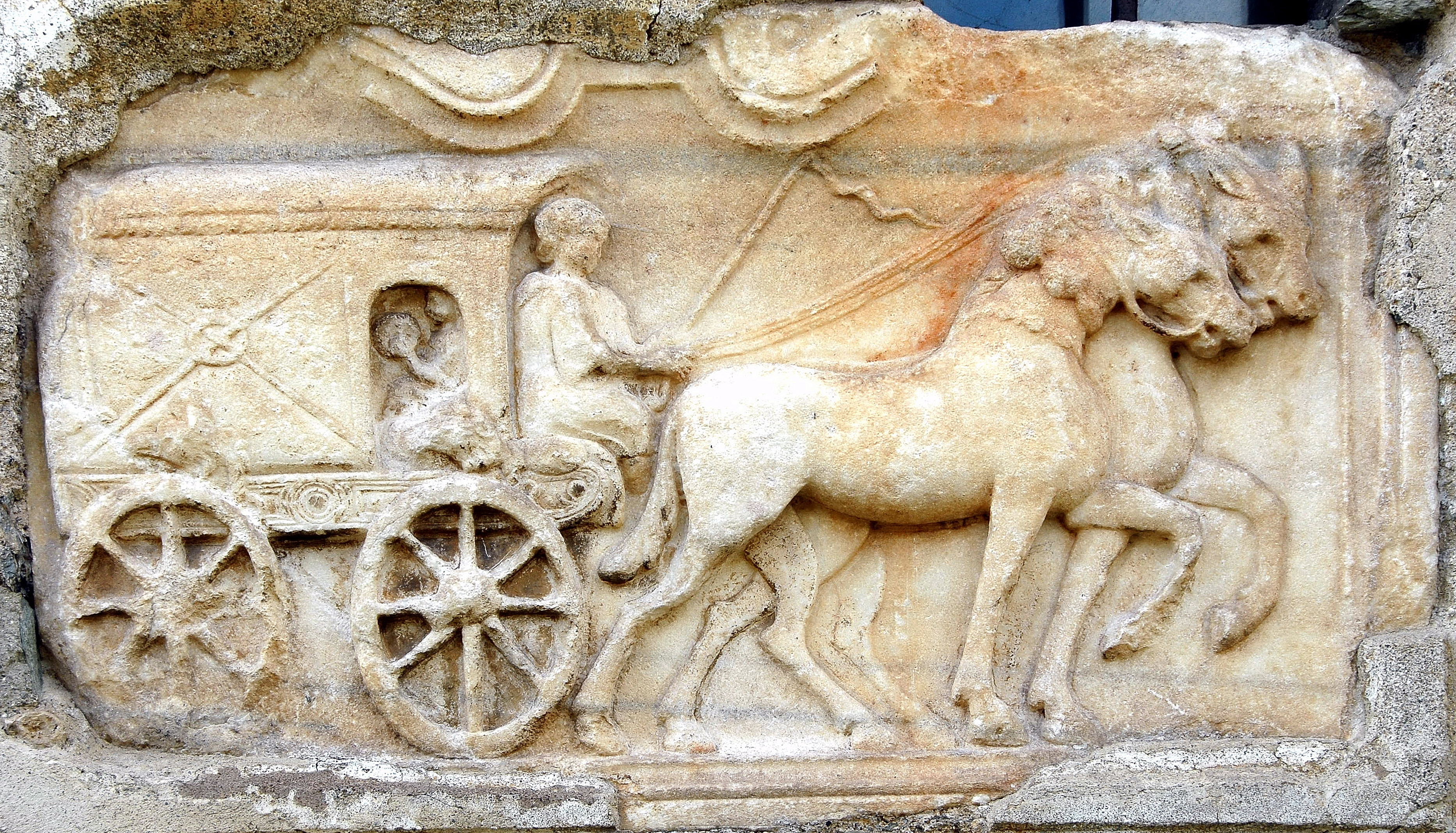
Image d'un pilentum sur un monument funéraire.

Le pilentum était un char romain à quatre roues, muni de coussins moelleux. Les matrones y étaient transportées lors des processions sacrées ainsi que pour aller aux jeux. Ce privilège leur avait été décerné par le Sénat pour récompense de leur générosité. En effet, à un moment donné, elles avaient fait don de leur or et de leurs bijoux pour le bien de la république.
Les vestales étaient également transportées dans ce véhicule. Celui-ci était probablement lié à l’harmamaxa et au carpentum, mais était ouvert sur les deux côtés, de sorte que ceux qui se trouvaient à l'intérieur pouvaient à la fois voir et être vus.